# Clerodendrum involucratum
Clerodendrum involucratum là một loài thực vật có hoa trong họ Hoa môi. Loài này được Vatke mô tả khoa học đầu tiên năm 1882.